# Cronologia da temporada de tufões no Pacífico de 2009
Abaixo está a cronologia da temporada de tufões no Pacífico de 2009, documentando todas as formações de tempestade, incluindo as transformações (fortalecimento, enfraquecimento, dissipação, transição para extratropical). Também é documentado aqui o momento em que uma tempestade atinge terras emersas.
O gráfico abaixo mostra de forma clara a duração e a intensidade de cada ciclone tropical:

## Janeiro
3 de janeiro
- 00:00 (UTC): A Agência Meteorológica do Japão identifica a formação de uma depressão tropical a cerca de 905 km a sul-sudeste de Manila, Filipinas.[1]
- 03:00 (UTC): A Administração de Serviços Atmosféricos, Geofísicos e Astronômicos das Filipinas identifica uma depressão tropical à cerca de 840 km a sul-sudeste de Manila, Filipinas, e lhe atribui o nome Auring.[2]

5 de janeiro
- 21:00 (UTC): A Administração de Serviços Atmosféricos, Geofísicos e Astronômicos das Filipinas desclassifica Auring para uma área de baixa pressão remanescente a cerca de 1.025 km a leste de Manila, Filipinas, e emite seu aviso final sobre o sistema.[3]

6 de janeiro
- 12:00 (UTC): A Agência Meteorológica do Japão desclassifica a depressão tropical (Auring) para uma área de baixa pressão remanescente.[4]

## Fevereiro
12 de fevereiro
- 10:00 (UTC): A Administração de Serviços Atmosféricos, Geofísicos e Astronômicos das Filipinas classifica uma área de perturbações meteorológicas a leste da região filipina de Mindanau para a depressão tropical "Bising".

13 de fevereiro
- 09:00 (UTC): A Administração de Serviços Atmosféricos, Geofísicos e Astronômicos das Filipinas desclassifica Bising para uma área de baixa pressão remanescente e emite seu aviso final.

## Abril
30 de abril
- 09:00 (UTC): A Administração de Serviços Atmosféricos, Geofísicos e Astronômicos das Filipinas classifica uma área de perturbações meteorológicas a oeste do Arquipélago Filipino para a depressão tropical "Crising".[5]

## Maio
1 de maio
- 09:00 (UTC): A Administração de Serviços Atmosféricos, Geofísicos e Astronômicos das Filipinas classifica uma área de perturbações meteorológicas sobre o Arquipélago Filipino para a depressão tropical "Dante".[6]
- 21:00 (UTC): A Administração de Serviços Atmosféricos, Geofísicos e Astronômicos das Filipinas desclassifica Crising para uma área de baixa pressão remanescente e emite seu aviso final.[7]

2 de maio
- 09:00 (UTC): O Joint Typhoon Warning Center classifica uma área de perturbações meteorológicas (Dante) sobre o Arquipélago Filipino para a depressão tropical "01W".[8]
- 15:00 (UTC): O Joint Typhoon Warning Center classifica a depressão tropical 01W (Dante), a cerca de 405 km a leste-nordeste de Manila, Filipinas, para a tempestade tropical 01W.[9]
- 18:00 (UTC): A Agência Meteorológica do Japão classifica uma área de perturbações meteorológicas (Dante) sobre o Arquipélago Filipino para uma depressão tropical plena.[10]

3 de maio
- 00:00 (UTC): A Agência Meteorológica do Japão classifica a perturbação tropical (Dante) sobre o Arquipélago Filipino para a tempestade tropical Kujira.[11]
- 06:00 (UTC): A Agência Meteorológica do Japão classifica uma área de perturbações meteorológicas a leste do Vietnã para uma depressão tropical plena.[12]
- 12:00 (UTC): A Agência Meteorológica do Japão classifica a tempestade tropical Kujira (Dante) para uma tempestade tropical severa.[13]
- 12:00 (UTC): A Agência Meteorológica do Japão classifica a depressão tropical a leste do Vietnã para a tempestade tropical Chan-hom.[14]
- 15:00 (UTC): O Joint Typhoon Warning Center classifica uma área de perturbações meteorológicas (Cham-hom) a leste do Vietnã para a depressão tropical "02W".[14]
- 21:00 (UTC): O Joint Typhoon Warning Center classifica a depressão tropical 02W (Cham-hom), a 380 km a leste de Nha Trang, Vietnã, para a tempestade tropical "02W".[15]

4 de maio
- 06:00 (UTC): A Agência Meteorológica do Japão classifica a tempestade tropical severa Kujira (Dante) para um tufão.[16]
- 09:00 (UTC): O Joint Typhoon Warning Center classifica a tempestade tropical 01W (Kujira) para um tufão.[17]
- 18:00 (UTC): A Agência Meteorológica do Japão classifica Chan-hom para uma tempestade tropical severa.[18]

5 de maio
- 15:00 (UTC): A Adminsitração de Serviços Atmosféricos, Geofísicos e Astronômicos das Filipinas (PAGASA) emite seu aviso final sobre o tufão Dante (Kujira) assim que o sistema deixa sua área de responsabilidade.[19]

6 de maio
- 12:00 (UTC): O Joint Typhoon Warning Center desclassifica 01W (Kujira) para uma tempestade tropical.[17]
- 15:00 (UTC): A Administração de Serviços Atmosféricos, Geofísicos e Astronômicos das Filipinas (PAGASA) denomina a tempestade tropical Chan-hom como Emong assim que o sistema entrou em sua áreas de responsabilidade.[20]
- 18:00 (UTC): O Joint Typhoon Warning Center classifica 02W (Chan-hom) para um tufão.[15]

:A Agência Meteorológica do Japão classifica Chan-hom para um tufão.
7 de maio
- 00:00 (UTC): A Agência Meteorológica do Japão desclassifica Kujira (Dante) para uma tempestade tropical severa.[21]
- 06:00 (UTC): A Agência Meteorológica do Japão desclassifica Kujira (Dante) para uma tempestade tropical.[21]
- 12:00 (UTC): O Joint Typhoon Warning Center desclassifica 01W (Kujira) para um ciclone extratropical remanescente, e emite seu aviso final sobre o sistema.[17]

:A Agência Meteorológica do Japão desclassifica Chan-hom para uma tempestade tropical severa.
- 18:00 (UTC): A Agência Meteorológica do Japão desclassifica Kujira (Dante) para um ciclone extratropical remanescente, e emite seu aviso final sobre o sistema.

:O tufão Chan-hom faz landfall na costa oeste de Luzon, Filipinas, com ventos máximos sustentados de 140 km/h, e o JTWC o desclassifica para uma tempestade tropical.
8 de maio
- 06:00 (UTC): A Agência Meteorológica do Japão desclassifica Chan-hom para uma tempestade tropical.[18]
- 18:00 (UTC): O Joint Typhoon Warning Center desclassifica 02W (Chan-hom) para uma depressão tropical.[15]

9 de maio
- 00:00 (UTC): A Agência Meteorológica do Japão desclassifica Chan-hom para uma depressão tropical e emite seu aviso final sobre o sistema.[18]
- 15:00 (UTC): A Adminsitração de Serviços Atmosféricos, Geofísicos e Astronômicos das Filipinas (PAGASA) emite seu aviso final sobre o sistema assim que Emong (Chan-hom) degenera-se para uma área de baixa pressão remanescente.[22]
- 18:00 (UTC): O Joint Typhoon Warning Center emite seu aviso final sobre 02W (Chan-hom) assim que o sistema se degenerou para uma área de baixa pressão remanescente.

10 de maio
- 00:00 (UTC): O Joint Typhoon Warning Center volta a emitir avisos regulares sobre a depresão tropical 02W (Chan-hom).[15]

11 de maio
- 00:00 (UTC): O Joint Typhoon Warning Center emite seu aviso final sobre 02W (Chan-hom) assim que o sistema voltou a se degenerar para uma área de baixa pressão remanescente.[15]

## Junho
17 de junho
- 06:00 (UTC): O Joint Typhoon Warning Center classifica uma área de perturbações meteorológicas a leste de Luzon, Filipinas, como a depressão tropical 03W.[23]

 : A Agência Meteorológica do Japão identifica a formação de uma depressão tropical (03W) a leste de Luzon, Filipinas.
- 18:00 (UTC): O Joint Typhoon Warning Center classifica 03W (Linfa) para uma tempestade tropical.[23]

18 de junho
- 06:00 (UTC): A Agência Meteorológica do Japão classifica a depressão tropical (03W) para a tempestade tropical Linfa.[25]

19 de junho
- 12:00 (UTC): A Agência Meteorológica do Japão classifica Linfa para uma tempestade tropical severa.

20 de junho
- 00:00 (UTC): O Joint Typhoon Warning Center classifica 03W (Linfa) para um tufão.[23]

21 de junho
- 06:00 (UTC): O Joint Typhoon Warning Center desclassifica 03W (Linfa) para uma tempestade tropical.[23]
- 15:00 (UTC): A Agência Meteorológica do Japão desclassifica Linfa para uma tempestade tropical.[26]
- 18:00 (UTC): A tempestade tropical Linfa faz landfall na costa da província chinesa de Fujian com ventos máximos sustentados de 95 km/h.[23]

22 de junho
- 00:00 (UTC): O Joint Typhoon Warning Center desclassifica 03W (Linfa) para uma depressão tropical.[23]
- 06:00 (UTC): A Agência Meteorológica do Japão desclassifica Linfa para uma depressão tropical e emite seu aviso final sobre o sistema.[27]
- 12:00 (UTC): O Joint Typhoon Warning Center desclassifica 03W (Linfa) para uma área de baixa pressão remanescente e emite seu aviso final sobre o sistema.[23]

:O Joint Typhoon Warning Center classifica uma área de perturbações meteorológicas a leste das Filipinas para a depressão tropical 04W.
:A Agência Meteorológica do Japão identifica a formação de uma depressão tropical (04W) a leste das Filipinas.
- 21:00 (UTC): A Administração dos Serviços Meteorológicos, Geofísicos e Astronômicos das Filipinas classifica uma área de perturbações meteorológicas (04W) como a depressão tropical Feria.[29]

23 de junho
- 00:00 (UTC): O Joint Typhoon Warning Center classifica 04W (Nangka) para uma tempestade tropical.[28]
- 06:00 (UTC): A tempestade tropical Nangka faz landfall no extremo sul de Luzon, Filipinas, com ventos máximos sustentados de 65 km/h.[28]

:A Agência Meteorológica do Japão classifica a depressão tropical (04W) para uma tempestade tropical Nangka.
25 de junho
- 15:00 (UTC): A Administração de Serviços Atmosféricos, Geofísicos e Astronômicos das Filipinas (PAGASA) emite seu aviso final sobre a tempestade tropical Feria (Nangka) assim que o sistema deixou a sua área de responsabilidade.

26 de junho
- 12:00 (UTC): O Joint Typhoon Warning Center desclassifica 04W (Nangka) para uma depressão tropical.[28]

 : A Agência Meteorológica do Japão desclassifica Nangka para uma depressão tropical e emite seu aviso final sobre o sistema.
- 18:00 (UTC): A depressão tropical Nangka faz landfall na costa da província chinesa de Guangdong com ventos máximos sustentados de 45 km/h.[28]

27 de junho
- 00:00 (UTC): O Joint Typhoon Warning Center desclassifica 04W (Nangka) para uma área de baixa pressão remanescente, e emite seu aviso final sobre o sistema.[28]

## Julho
9 de julho
- 09:00 (UTC): A Administração de Serviços Atmosféricos, Geofísicos e Astronômicos das Filipinas (PAGASA) classifica uma área de perturbações meteorológicas (05W) para a depressão tropical Gorio.
- 18:00 (UTC): O Joint Typhoon Warning Center classifica uma área de perturbações meteorológicas ao largo da costa norte de Luzon, Filipinas, como a depressão tropical 05W.[31]

10 de julho
- 00:00 (UTC): A Agência Meteorológica do Japão identifica a formação de uma depressão tropical (05W) ao largo da costa norte de Luzon, Filipinas.
- 18:00 (UTC): A Adminsitração de Serviços Atmosféricos, Geofísicos e Astronômicos das Filipinas (PAGASA) emite seu aviso final sobre a depressão tropical Gorio assim que o sistema deixou sua área de responsabilidade.

11 de julho
- 00:00 (UTC): O Joint Typhoon Warning Center classifica 05W (Soudelor) para uma tempestade tropical.[31]
- 06:00 (UTC): O Joint Typhoon Warning Center desclassifica 05W (Soudelor) para uma depressão tropical.[31]

 : A Agência Meteorológica do Japão classifica a depressão tropical (05W) para a tempestade tropical Soudelor.
12 de julho
- 00:00 (UTC): A depressão tropical Soudelor faz landfall na Península de Leizhou, Guangdong, China, com ventos máximos sustentados de 55 km/h.[31]
- 03:00 (UTC): A Adminsitração de Serviços Atmosféricos, Geofísicos e Astronõmicos das Filipinas (PAGASA) classifica uma área de perturbações meteorológicas (06W) para a depressão tropical Huaning.
- 06:00 (UTC): O Joint Typhoon Warning Center desclassifica 05W (Soudelor) para uma área de baixa pressão remanescente e emite seu aviso final sobre o sistema.[31]
- 12:00 (UTC): A Agência Meteorológica do Japão desclassifica Soudelor para uma depressão tropical e emite seu aviso final sobre o sistema.

13 de julho
- 00:00 (UTC): O Joint Typhoon Warning Center classifica uma área de perturbações meteorológicas a sudeste de Taiwan como a depressão tropical 06W.[32]
- 06:00 (UTC): A depressão tropical 06W faz landfall na costa sudeste de Taiwan com ventos máximos sustentados de 55 km/h.[32]
- 18:00 (UTC): A depressão tropical 06W degenera-se para uma área de baixa pressão remanescente, e o Joint Typhoon Warning Center emite seu aviso final sobre o sistema.[32]

14 de julho
- 03:00 (UTC): A Administração de Serviços Atmosféricos, Geofísicos e Astronômicos das Filipinas (PAGASA) emite seu aviso final sobre a depressão tropical Huaning (06W) assim que o sistema deixou sua área de responsabilidade.
- 09:00 (UTC): A Adminsitração de Serviços Meteorológicos, Atmosféricos e Astronômicos das Filipinas classifica uma área de perturbações meteorológicas para a depressão tropical Isang (07W).[33]

15 de julho
- 06:00 (UTC): O Joint Typhoon Warning Center classifica uma área de perturbações meteorológicas a leste das Filipinas como a depressão tropical 07W.[34]

 : A Agência Meteorológica do Japão identifica a formação de uma depressão tropical (07W) a leste das Filipinas.
- 18:00 (UTC): O Joint Typhoon Warning Center classifica 07W (Molave) para uma tempestade tropical.[34]

16 de julho
- 12:00 (UTC): A Agência Meteorológica do Japão classifica a depressão tropical (07W) para a tempestade tropical Molave.

17 de julho
- 06:00 (UTC): A Agência Meteorológica do Japão classifica Molave para uma tempestade tropical severa.[36]

18 de julho
- 06:00 (UTC): A Administração de Serviços Atmosféricos, Geofísicos e Astronômicos das Filipinas (PAGASA) emite seu aviso final sobre a tempestade tropical Isang (Molave) assim que o sistema deixou sua área de responsabilidade.
- 12:00 (UTC): O Joint Typhoon Warning Center classifica 07W (Molave) para um tufão.[34]

 : A Agência Meteorolológica do Japão classifica Molave para um tufão.
- 18:00 (UTC): O Joint Typhoon Warning Center desclassifica 07W (Molave) para uma tempestade tropical.[34]

:A Agência Meteorológica do Japão desclassifica Molave para uma tempestade tropical severa.
19 de julho
- 00:00 (UTC): A tempestade tropical Molave faz landfall na costa da província chinesa de Guangdong com ventos máximos sustentados de 110 km/h.[34]

:A Agência Meteorológica do Japão desclassifica Molave para uma tempestade tropical.
- 06:00 (UTC): O Joint Typhoon Warning Center desclassifica 07W (Molave) para uma depressão tropical e emite seu aviso final sobre o sistema.[34]

 : A Agência Meteorológica do Japão desclassifica Molave para uma depressão tropical e emite seu aviso final sobre o sistema.
30 de julho
- 15:00 (UTC): A Adminsitração de Serviços Atmosféricos, Geofísicos e Astronômicos das Filipinas (PAGASA) classifica uma área de perturbações a leste das Filipinas para a depressão tropical Jolina.[41]

## Agosto
1 de agosto
- 06:00 (UTC): A depressão tropical Jolina faz landfall na costa leste de Luzon, Filipinas, perto de Casiguran, com ventos máximos sustentados de 55 km/h, segundo a PAGASA.[42]

2 de agosto
- 06:00 (UTC): A Agência Meteorológica do Japão classifica uma área de perturbações meteorológicas (Jolina) para uma depressão tropical plena.[43]
- 21:00 (UTC): O Joint Typhoon Warning Center classifica uma área de perturbações meteorológicas (Jolina) como a depressão tropical 08W.[43]

3 de agosto
- 00:00 (UTC): A Agência Meteorológica classifica uma área de perturbações meteorológicas a leste das Filipinas para uma depressão tropical.[44]
- 03:00 (UTC): A Administração de Serviços Atmosféricos, Geofísicos e Astronômicos das Filipinas classifica uma área de perturbações meteorológicas a leste das Filipinas como a depressão tropical "Kiko".[45]
- 12:00 (UTC): A Agência Meteorológica do Japão classifica a depressão tropical (Jolina) para a tempestade tropical "Goni".[46]
- 18:00 (UTC): A Agência Meteorológica do Japão classifica a depressão tropical (Kiko) para a tempestade tropical "Morakot".[47]
- 21:00 (UTC): O Joint Typhoon Warning Center classifica a depressão tropical 08W (Goni) para a tempestade tropical 08W.[48]
- 21:00 (UTC): O Joint Typhoon Warning Center classifica uma área de perturbações meteorológicas (Morakot) para a depressão tropical 09W.[49]

4 de agosto
- 03:00 (UTC): O Joint Typhoon Warning Center classifica a depressão tropical 09W (Morakot) para uma tempestade tropical.[50]
- 18:00 (UTC): A Agência Meteorológica do Japão classifica a tempestade tropical Morakot para uma tempestade tropical severa.[51]
- 21:00 (UTC): A tempestade tropical Goni faz landfall na costa sul da China, logo a oeste de Macau, com ventos máximos sustentados de 65 km/h.

5 de agosto
- 03:00 (UTC): O Joint Typhoon Warning Center desclassifica 08W (Goni) para uma depressão tropical e emite seu aviso final sobre o sistema.[52]
- 06:00 (UTC): A Agência Meteorológica do Japão classifica a tempestade tropical severa Morakot para um tufão.[53]
- 21:00 (UTC): O Joint Typhoon Warning Center classifica a tempestade tropical 09W (Morakot) para um tufão.[54]

6 de agosto
- 12:00 (UTC): A Agência Meteorológica do Japão desclassifica a tempestade tropical Goni para uma depressão tropical.[55]

7 de agosto
- 18:00 (UTC): O tufão Morakot faz landfall na costa leste de Taiwan com ventos máximos sustentados de 130 km/h.[56]
- 21:00 (UTC): O Joint Typhoon Warning Center volta a emitir avisos sobre a tempestade tropical 08W (Goni) assim que o sistema se regenera sobre o golfo de Tonkin.[57]
- 21:00 (UTC): O Joint Typhoon Warning Center desclassifica o tufão 09W (Morakot) para uma tempestade tropical.[56]

8 de agosto
- 00:00 (UTC): A Agência Meteorológica do Japão classifica uma área de perturbações meteorológicas a noroeste das Ilhas Marianas do Norte para uma depressão tropical.[58]
- 03:00 (UTC): O Joint Typhoon Warning Center classifica uma área de perturbações meteorológicas a noroeste das Ilhas Marianas do Norte para a depressão tropical 10W.[59]
- 09:00 (UTC): O Joint Typhoon Warning Center desclassifica a tempestade tropical 08W (Goni) para uma depressão tropical.[60]
- 12:00 (UTC): A Agência Meteorológica do Japão classifica a depressão tropical (10W) para a tempestade tropical "Etau".[61]
- 18:00 (UTC): A Agência Meteorológica do Japão desclassifica o tufão Morakot para uma tempestade tropical severa.[62]
- 21:00 (UTC): O Joint Typhoon Warning Center emite seu aviso final sobre a depressão tropical 08W (Goni) assim que o sistema se degenera para uma área de baixa pressão remanesente.[63]
- 21:00 (UTC): O Joint Typhoon Warning Center classifica a depressão tropical 10W (Etau) para uma tempestade tropical.[64]

9 de agosto
- 06:00 (UTC): A Agência Meteorológica do Japão emite seu aviso final sobre a depressão tropical (ex-Goni) assim que o sistema se degenera para uma área de baixa pressão remanescente.[65]
- 15:00 (UTC): A tempestade tropical severa Morakot faz landfall na costa leste da China, na província de Fujian, com ventos máximos sustentados de 95 km/h.[66]
- 18:00 (UTC): A Agência Meteorológica do Japão desclassifica a tempestade tropical severa Morakot para uma tempestade tropical.[67]
- 21:00 (UTC): O Joint Typhoon Warning Center desclassificou a tempestade tropical 09W (Morakot) para uma depressão tropical e emitiu seu aviso final sobre o sistema.[68]

10 de agosto
- 15:00 (UTC): O Joint Typhoon Warning Center desclassifica a tempestade tropical 10W (Etau) para uma depressão tropical.[69]
- 18:00 (UTC): A Agência Meteorológica do Japão desclassificou a tempestade tropical Morakot para uma depressão tropical e emitiu seu aviso final sobre o sistema.[70]
- 21:00 (UTC): O Joint Typhoon Warning Center volta a classificar a depressão tropical 10W para uma tempestade tropical.[71]

11 de agosto
- 00:00 (UTC): A Agência Meteorológica do Japão classifica a tempestade tropical Etau para uma tempestade tropical severa.[72]
- 09:00 (UTC): A Agência Meteorológica do Japão desclassifica a tempestade tropical severa Etau para uma tempestade tropical.[73]

12 de agosto
- 15:00 (UTC): O Joint Typhoon Warning Center desclassifica a tempestade tropical 10W (Etau) para uma depressão tropical, e emite seu aviso final.[74]

13 de agosto
- 06:00 (UTC): A Agência Meteorológica do Japão desclassifica a tempestade tropical Etau para uma depressão tropical.[75]
- 18:00 (UTC): A Agência Meteorológica do Japão classifica uma área de perturbações meteorológicas, sistema remanescente da tempestade tropical Maka, para uma depressão tropical.

14 de agosto
- 06:00 (UTC): A Agência Meteorológica do Japão emite seu aviso final sobre o sistema assim que a depressão tropical (ex-Etau) se transforma num ciclone extratropical.

15 de agosto
- 09:00 (UTC): O Joint Typhoon Warning Center volta a classificar uma área de perturbações meteorológicas para a depressão tropical 01C (Maka).[76]
- 18:00 (UTC): A Agência Meteorológica do Japão emite seu aviso final sobre a depressão tropical (Maka) assim que o sistema se degenera para uma área de baixa pressão remanescente.[77]
- 21:00 (UTC): O Joint Typhoon Warning Center classifica a depressão tropical 01C (Maka) para uma tempestade tropical.[78]

17 de agosto
- 00:00 (UTC): A Agência Meteorológica do Japão classifica uma área de perturbações meteorológicas a nordeste das Ilhas Marianas do Norte para uma depressão tropical.[79]
- 03:00 (UTC): O Joint Typhoon Warning Center classifica uma área de perturbações meteorológicas a nordeste das Ilhas Marianas do Norte para a depressão tropical 11W.[80]
- 09:00 (UTC): O Joint Typhoon Warning Center desclassifica a tempestade tropical 01C (Maka) para uma depressão tropical.[81]
- 15:00 (UTC): O Joint Typhoon Warning Center classifica a depressão tropical 11W para uma tempestade tropical.[82]
- 18:00 (UTC): A Agência Meteorológica do Japão classifica a depressão tropical (11W) para a tempestade tropical "Vamco".[83]
- 21:00 (UTC): O Joint Typhoon Warning Center emite seu aviso final sobre a depressão tropical 01C (Maka) assim que o sistema se degenerou para uma área de baixa pressão remanescente.[84]

18 de agosto
- 12:00 (UTC): A Agência Meteorológica do Japão classifica a tempestade tropical Vamco para uma tempestade tropical severa.[85]

19 de agosto
- 00:00 (UTC): A Agência Meteorológica do Japão classifica a tempestade tropical severa Vamco para um tufão.[86]
- 03:00 (UTC): O Joint Typhoon Warning Center classifica a tempestade tropical 11W (Vamco) para um tufão.[87]

25 de agosto
- 09:00 (UTC): O Joint Typhoon Warning Center emite seu aviso final sobre o tufão Vamco assim que o sistema se torna um ciclone extratropical.[88]
- 12:00 (UTC): A Agência Meteorológica do Japão desclassifica o tufão Vamco para uma tempestade tropical severa.[89]

26 de agosto
- 00:00 (UTC): A Agência Meteorológica do Japão emite seu aviso final sobre a tempestade tropical severa Vamco assim que o sistema se torna um ciclone extratropical.

28 de agosto
- 00:00 (UTC): A Agência Meteorológica do Japão classifica uma área de perturbações a sudeste de Iwo Jima para uma depressão tropical.[90]
- 03:00 (UTC): O Joint Typhoon Warning Center classifica uma área de perturbações meteorológicas a sudeste de Iwo Jima para a depressão tropical 12W.[91]
- 12:00 (UTC): A Agência Meteorológica do Japão classifica a depressão tropical (12W) para a tempestade tropical "Krovanh".[92]
- 15:00 (UTC): O Joint Typhoon Warning Center classifica a depressão tropical 12W (Krovanh) para uma tempestade tropical.[93]

29 de agosto
- 18:00 (UTC): A Agência Meteorológica do Japão classifica a tempestade tropical Krovanh para uma tempestade tropical severa.[94]
- 18:00 (UTC): A Agência Meteorológica do Japão inicia os avisos regulares sobre a depressão tropical (02C), que cruza a Linha Internacional de Data.[95]

30 de agosto
- 06:00 (UTC): A Agência Meteorológica emite seu aviso final sobre a depressão tropical (02C) assim que o sistema se degenera para uma área de baixa pressão remanescente.[96]
- 09:00 (UTC): O Joint Typhoon Warning Center emite seu aviso final sobre a depressão tropical 02C assim que o sistema se degenera para uma área de baixa pressão remanescente.

31 de agosto
- 03:00 (UTC): O Joint Typhoon Warning Center classifica a tempestade tropical 12W (Krovanh) para um tufão.[97]
- 09:00 (UTC): O Joint Typhoon Warning Center desclassifica o tufão 12W (Krovanh) para uma tempestade tropical.[97]
- 21:00 (UTC): O Joint Typhoon Warning Center emite seu aviso final sobre Krovanh assim que o sistema se torna um ciclone extratropical.[98]

## Setembro
1 de setembro
- 00:00 (UTC): A Agência Meteorológica do Japão desclassifica a tempestade tropical severa Krovanh para uma tempestade tropical.[99]
- 12:00 (UTC): A Agência Meteorológica do Japão emite seu aviso final sobre a tempestade tropical Krovanh assim que o sistema se torna um ciclone extratropical.[100]

2 de setembro
- 09:00 (UTC): A Administração de Serviços Meteorológicos, Geofísicos e Astronômicos das Filipinas, classifica uma área de perturbações meteorológicas a leste das Filipinas para a depressão tropical "Labuyo".[101]
- 18:00 (UTC): A Agência Meteorológica do Japão classifica uma área de perturbações meteorológicas (Labuyo) a leste das Filipinas para uma depressão tropical.[102]

3 de setembro
- 15:00 (UTC): O Joint Typhoon Warning Center classifica uma área de perturbações meteorológicas (Labuyo) a leste das Filipinas para a depressão tropical 13W.[103]
- 18:00 (UTC): A Agência Meteroológica do Japão classifica a depressão tropical (13W) para a tempestade tropical "Dujuan".[104]

4 de setembro
- 03:00 (UTC): O Joint Typhoon Warning Center classifica a depressão tropical 13W (Dujuan) para uma tempestade tropical.[105]

5 de setembro
- 00:00 (UTC): A Agência Meteroológica do Japão classifica a tempestade tropical Dujuan para uma tempestade tropical severa.[106]

8 de setembro
- 15:00 (UTC): A Administração de Serviços Meteorológicos, Geofísicos e Astronômicos das Filipinas, classifica uma área de perturbações meteorológicas a oeste das Filipinas para a depressão tropical "Maring".

9 de setembro
- 06:00 (UTC): A Agência Meterológica do Japão classifica uma área de perturbações meteorológicas (Maring) a oeste das Filipinas para uma depressão tropical.
- 09:00 (UTC): O Joint Typhoon Warning Center classifica uma área de perturbações meteorológicas (Maring) a oeste das Filipinas para a depressão tropical 14W.[107]
- 15:00 (UTC): O Joint Typhoon Warning Center emite seu aviso final sobre a tempestade tropical 13W (Dujuan) assim que o sistema se torna um ciclone extratropical.[108]

10 de setembro
- 00:00 (UTC): A depressão tropical intensifica-se para a tempestade tropical "Mujigae".[109]

11 de setembro
- 00:00 (UTC): A tempestade tropical severa Mujigae faz landfall na costa leste da ilha de Hainan, China, com ventos de até 65 km/h.
- 21:00 (UTC): O Joint Typhoon Warning Center emite seu aviso final sobre a depressão tropical 14W (Mujigae) assim que o sistema se degenera para uma área de baixa pressão remanescente.[110]

12 de setembro
- 00:00 (UTC): A tempestade tropical Mujigae enfraquece-se para uma depressão tropical ao fazer landfall na costa do norte do Vietnã com ventos de até 55 km/h, e a AMJ emite seu aviso final sobre o sistema.[111]
- 00:00 (UTC): A Agências Meteorológica do Japão classifica uma área de perturbações meteorológicas para uma depressão tropical (Choi-wan).[112]
- 03:00 (UTC): O Joint Typhoon Warning Center classifica uma área de perturbações meteorológicas a cerca de 760 km a leste de Saipan, Marianas Setentrionais, para a depressão tropical 15W.[113]
- 03:00 (UTC): A Administração de Serviços Atmosféricos, Geofísicos e Astronômicos das Filipinas (PAGASA) classifica uma área de perturbações meteorológicas (Koppu) para a depressão tropical "Nando".[114]
- 18:00 (UTC): A depressão tropical intensifica-se para a tempestade tropical Choi-wan.[115]
- 21:00 (UTC): A depressão tropical 15W (Choi-wan) intensifica-se para uma tempestade tropical.[116]

13 de setembro
- 00:00 (UTC): A Agência Meteorológica do Japão classifica uma área de perturbações meteorológicas para uma depressão tropical (Koppu).[117]
- 09:00 (UTC): O Joint Typhoon Warning Center classifica uma área de perturbações meteorológicas ao norte de Manila, Filipinas, a depressão tropical 16W.[118]
- 15:00 (UTC): A depressão tropical 16W (Koppu) intensifica-se para uma tempestade tropical.[119]
- 18:00 (UTC): A tempestade tropical Choi-wan intensifica-se para uma tempestade tropical severa.[120]
- 18:00 (UTC): A depressão tropical intensifica-se para a tempestade tropical "Koppu".[121]
- 21:00 (UTC): A tempestade tropical 15W (Choi-wan) intensifica-se para um tufão.[116]

14 de setembro
- 00:00 (UTC): A tempestade tropical Choi-wan intensifica-se para um tufão.[122]
- 06:00 (UTC): A tempestade tropical Koppu intensifica-se para uma tempestade tropical severa.[123]
- 18:00 (UTC): A tempestade tropical severa Koppu intensifica-se para um tufão.[124]
- 21:00 (UTC): A tempestade tropical 16W (Koppu) intensifica-se para um tufão.[119]

15 de setembro
- 00:00 (UTC): O tufão Koppu enfraquece-se para uma tempestade tropical severa assim que faz landfall na costa sudeste da China, perto de Hong Kong, com ventos de até 110 km/h.[125]
- 03:00 (UTC): O tufão 16W (Koppu) enfraquece-se para uma tempestade tropical.[119]
- 06:00 (UTC): A tempestade tropical severa Koppu enfraquece-se para uma tempestade tropical.[126]
- 09:00 (UTC): O tufão 15W (Choi-wan) intensifica-se para o syper tufão 15W.[116]
- 15:00 (UTC): A tempestade tropical 16W (Koppu) degenera-se para uma área de baixa pressão remanescente sobre terra e o JTWC emite seu aviso final sobre o sistema.[119]
- 18:00 (UTC): A tempestade tropical Koppu enfraquece-se para uma depressão tropical e a AMJ emite seu aviso final sobre o sistema.[127]

17 de setembro
- 09:00 (UTC): O super tufão 15W (Choi-wan) enfraquece-se para um tufão.[116]

20 de setembro
- 03:00 (UTC): O tufão 15W (Choi-wan) torna-se um ciclone extratropical e o JTWC emite seu aviso final sobre o sistema.[116]
- 06:00 (UTC): O tufão Choi-wan enfraquece-se para uma tempestade tropical severa.[128]
- 12:00 (UTC): A Agência Meteorológica do Japão emite seu aviso final sobre a tempestade tropical severa Choi-wan assim que o sistema se torna um ciclone extratropical.[129]

24 de setembro
- 03:00 (UTC): A Administração de Serviços Atmosféricos, Geofísicos e Astronômicos das Filipinas (PAGASA) classifica uma área de perturbações meteorológicas (Ketsana) para a depressão tropical "Ondoy".[130]

25 de setembro
- 00:00 (UTC): A Agência Meteorológica do Japão classifica uma área de perturbações meteorológicas para uma depressão tropical (Ketsana).[131]
- 03:00 (UTC): O Joint Typhoon Warning Center classifica uma área de perturbações meteorológicas a cerca de 740 km a leste de Manila, Filipinas, para a depressão tropical 17W.[132]
- 21:00 (UTC): A depressão tropical 17W (Ketsana) intensifica-se para a tempestade tropical Ketsana.[133]

26 de setembro
- 00:00 (UTC): A depressão tropical intensifica-se para a tempestade tropical Ketsana.[134]
- 06:00 (UTC): A tempestade tropical Ketsana faz landfall na costa leste de Luzon, norte das Filipinas, com ventos de até 85 km/h.[135]

27 de setembro
- 00:00 (UTC): A tempestade tropical Ketsana intensifica-se para uma tempestade tropical severa.[136]
- 09:00 (UTC): O Joint Typhoon Warning Center classifica uma área de perturbações meteorológicas a cerca de 400 km a norte-noroeste de Pohnpei, Micronésia para a depressão tropical 18W.[137]
- 21:00 (UTC): O Joint Typhoon Warning Center classifica uma área de perturbações meteorológicas a 820 km a leste de Yap, Micronésia, para a depressão tropical 19W.[138]

28 de setembro
- 00:00 (UTC): A Agência Meteorológica do Japão (AMJ) classifica uma área de perturbações meteroológicas para uma depressão tropical (Parma).[139]
- 03:00 (UTC): A tempestade tropical 17W (Ketsana) intensifica-se para um tufão.[133]
- 06:00 (UTC): A tempestade tropical severa Ketsana intensifica-se para um tufão.[140]
- 15:00 (UTC): A depressão tropical 19W (Parma) intensifica-se para uma tempestade tropical.[141]

29 de setembro
- 00:00 (UTC): A depressão tropical intensifica-se para a tempestade tropical Parma.[142]
- 06:00 (UTC): A Agência Meteorológica do Japão classifica uma área de perturbações meteorológicas para uma depressão tropical.[143]
- 09:00 (UTC): A depressão tropical 18W intensifica-se para uma tempestade tropical.[144]
- 09:00 (UTC): O Joint Typhoon Warning Center classifica uma área de perturbações meteorológicas a cerca de 1.590 km a leste-sudeste de Saipan, Marianas Setentrionais, para a depressão tropical 20W.[145]
- 09:00 (UTC): O tufão Ketsana faz landfall na costa do Vietnã, perto de Hue, com ventos de até 130 km/h.[146]
- 12:00 (UTC): O tufão Ketsana enfraquece-se para uma tempestade tropical severa.[147]
- 12:00 (UTC): A depressão tropical intensifica-se para a tempestade tropical Melor.[148]
- 15:00 (UTC): O tufão 17W (Ketsana) enfraquece-se para uma tempestade tropical sobre terra e o JTWC emite seu aviso final sobre o sistema.[149]
- 21:00 (UTC): A depressão tropical 20W (Melor) intensifica-se para uma tempestade tropical.[150]
- 21:00 (UTC): A tempestade tropical severa Ketsana enfraquece-se para uma tempestade tropical.[151]

30 de setembro
- 03:00 (UTC): A tempestade tropical 18W enfraquece-se para uma depressão tropical, e o JTWC emite seu aviso final sobre o sistema.[144]
- 03:00 (UTC): A tempestade tropical 19W (Parma) intensifica-se para um tufão.[141]
- 03:00 (UTC): A tempestade tropical Parma intensifica-se para uma tempestade tropical severa.[152]
- 06:00 (UTC): A tempestade tropical Ketsana enfraquece-se para uma depressão tropical, e a AMJ emite seu aviso final sobre o sistema.[151]
- 06:00 (UTC): A tempestade tropical severa Parma intensifica-se para um tufão.[153]
- 09:00 (UTC): A Administração de Serviços Atmosféricos, Geofísicos e Astronômicos das Filipinas atribuiu o nome filipino "Pepeng" assim que o tufão Parma adentra a sua área de responsabilidade.[154]
- 18:00 (UTC): A tempestade tropical Melor intensifica-se para uma tempestade tropical severa.[155]

## Outubro
1 de outubro
- 00:00 (UTC): A tempestade tropical severa Melor intensifica-se para um tufão.[156]
- 03:00 (UTC): O tufão 19W (Parma) intensifica-se para um super tufão.[141]
- 03:00 (UTC): A tempestade tropical 20W (Melor) intensifica-se para um tufão.[150]
- 15:00 (UTC): O super tufão 19W (Parma) enfraquece-se para um tufão.[141]

3 de outubro
- 09:00 (UTC): O tufão Parma faz landfall na costa do extremo nordeste de Luzon, Filipinas, com ventos de até 130 km/h.
- 18:00 (UTC): O tufão Parma enfraquece-se para uma tempestade tropical severa.[157]
- 21:00 (UTC): O tufão 20W (Melor) intensifica-se para um super tufão.[150]

4 de outubro
- 15:00 (UTC): O tufão 19W (Parma) enfraquece-se para uma tempestade tropical.[141]

5 de outubro
- 09:00 (UTC): A Administração de Serviços Atmosféricos, Geofíscos e Astronômicos das Filipinas atribuiu o nome filipino "Quedan" ao tufão Melor assim que o sistema dentra a sua área de responsabilidade.

6 de outubro
- 03:00 (UTC): O super tufão 20W (Melor) enfraquece-se para um tufão.[150]
- 15:00 (UTC): A tempestade tropical severa Parma faz landfall na costa norte de Luzon, Filipinas, com ventos de até 105 km/h.[158]
- 18:00 (UTC): A tempestade tropical severa Parma enfraquece-se para uma tempestade tropical.[159]

7 de outubro
- 21:00 (UTC): O tufão Melor faz landfall na costa sul da ilha de Honshu, Japão, com ventos de até 140 km/h.[160]

8 de outubro
- 00:00 (UTC): O tufão Melor enfraquece-se para uma tempestade tropical severa.[161]
- 03:00 (UTC): A tempestade tropical 19W (Parma) enfraquece-se para uma depressão tropical.[141]
- 03:00 (UTC): O tufão 20W (Melor) enfraquece-se para uma tempestade tropical.[150]
- 09:00 (UTC): O Joint Typhoon Warning Center emite seu aviso final sobre a tempestade tropical 20W (Melor) assim que o sistema se torna um ciclone extratropical.[150]
- 12:00 (UTC): A Agência Meteorológica do Japão classifica uma área de perturbações meteorológicas para uma depressão tropical (Nepartak).[162]
- 15:00 (UTC): O Joint Typhoon Warning Center classifica uma área de perturbações meteorológicas a cerca de 430 km a norte-nordeste de Guam para a depressão tropical 21W.[163]

9 de outubro
- 06:00 (UTC): A Agência Meteorológica do Japão emite seu aviso final sobre a tempestade tropical severa Melor assim que o sistema se torna um ciclone extratropical.[164]
- 06:00 (UTC): A depressão tropical intensifica-se para a tempestade tropical "Nepartak".[165]
- 09:00 (UTC): A depressão tropical 19W (Parma) volta a se intensificar para uma tempestade tropical.[141]
- 21:00 (UTC): A tempestade tropical 19W (Parma) volta a se enfraquecer para uma depressão tropical.[141]

10 de outubro
- 09:00 (UTC): A depressão tropical 21W (Nepartak) intensifica-se para uma tempestade tropical.[166]

11 de outubro
- 03:00 (UTC): A depressão tropical Parma volta a se intensificar para uma tempestade tropical.[141]

12 de outubro
- 06:00 (UTC): A tempestade tropical Parma faz landfall na costa nordeste da ilha de Hainan, China, com ventos de até 65 km/h.

13 de outubro
- 09:00 (UTC): O Joint Typhoon Warning Center emite seu aviso final sobre a tempestade tropical 21W assim que o sistema se torna um ciclone extratropical.[166]

14 de outubro
- 00:00 (UTC): A Agência Meteorológica do Japão emite seu aviso final sobre a tempestade tropical Nepartak assim que o sistema se torna um ciclone extratropical.[167]
- 00:00 (UTC): A Agência Meteorológica do Japão classifica uma área de perturbações meteorológicas para uma depressão tropical (Lupit).
- 03:00 (UTC): O Joint Typhoon Warning Center classifica uma área de perturbações meteorológicas a 980 km a leste-sudeste de Guam para a depressão tropical 22W.[168]
- 06:00 (UTC): A tempestade tropical Parma enfraquece-se para uma depressão tropical, e a Agência Meteorológica do Japão emute seu aviso final sobre o sistema.[169]
- 15:00 (UTC): O Joint Typhoon Warning Center emite seu aviso final sobre a tempestade tropical 19W (Parma) assim que o sistema faz landfall na costa do norte do Vietnã com ventos de até 65 km/h.[141]
- 21:00 (UTC): A depressão tropical 22W (Lupit) intensifica-se para uma tempestade tropical.[170]

15 de outubro
- 18:00 (UTC): A depressão tropical intensifica-se para a tempestade tropical Lupit.[171]

16 de outubro
- 06:00 (UTC): A tempestade tropical Lupit intensifica-se para uma tempestade tropical severa.[172]
- 09:00 (UTC): A tempestade tropical 22W (Lupit) intensifica-se para um tufão.[170]
- 09:00 (UTC): A Administração de Serviços Atmosféricos, Geofísicos e Astronômicos das Filipinas atribuiu o nome filipino "Ramil" à tempestade tropical severa Lupit assim que o sistema adentra a sua área de responsabilidade.
- 12:00 (UTC): A tempestade tropical severa Lupit intensifica-se para um tufão.[173]

23 de outubro
- 03:00 (UTC): O JTWC desclassifica o tufão 22W (Lupit) para uma tempestade tropical.[170]
- 06:00 (UTC): O tufão Lupit enfraquece-se para a tempestade tropical severa Lupit.[174]

26 de outubro
- 03:00 (UTC): O JTWC classifica uma área de perturbações meteorológicas próxima às ilhas Carolinas para a depressão tropical 23W (Mirinae).[175]
- 03:00 (UTC): O JTWC emite seu aviso final sobre a tempestade tropical 22W (Lupit) assim que o sistema começa a se tornar um ciclone extratropical.[176]
- 15:00 (UTC): A depressão tropical 23W (Mirinae) intensifica-se para a tempestade tropical 23W.[177]
- 18:00 (UTC): A AMJ classifica uma área de perturbações meteorológicas (23W) para uma depressão tropical plena.[178]

27 de outubro
- 06:00 (UTC): A AMJ classifica a depressão tropical (23W) para a tempestade tropical "Mirinae".[179]
- 06:00 (UTC): A AMJ emite seu aviso final sobre a tempestade tropical severa Lupit assim que o sistema se torna um ciclone extratropical.[180]
- 18:00 (UTC): A tempestade tropical Mirinae intensifica-se para uma tempestade tropical severa.[181]
- 21:00 (UTC): A tempestade tropical 23W (Mirinae) intensifica-se para um tufão.[177]

28 de outubro
- 00:00 (UTC): A tempestade tropical severa Mirinae intensifica-se para um tufão.[182]
- 15:00 (UTC): O tufão Mirinae entra na área de responsabilidade da PAGASA e recebe o nome filipino "santi".

30 de outubro
- 18:00 (UTC): O tufão Mirinae faz landfall na costa da província de Quezon com ventos de até 120 km/h.[183]
- 18:00 (UTC): O tufão Mirinae enfraquece-se para uma tempestade tropical severa.[183]
- 21:00 (UTC): O tufão 23W (Mirinae) enfraquece-se para uma tempestade tropical.[177]

31 de outubro
- 18:00 (UTC): A tempestade tropical severa Mirinae enfraquece-se para uma tempestade.[184]

## Novembro
1 de novembro
- 18:00 (UTC): A AMJ classifica uma área de perturbações meteorológicas a leste das Filipinas como uma depressão tropical plena (24W).[185]

2 de novembro
- 09:00 (UTC): A PAGASA classifica uma área de perturbações meteorológicas a leste das Filipinas (24W) como a depressão tropical "Tino".[186]
- 09:00 (UTC): A tempestade tropical 23W (Mirinae) intensifica-se para um tufão.[177]
- 12:00 (UTC): A tempestade tropical Mirinae faz seu segundo landfall na costa do Vietnã, com ventos de até 85 km/h.[187]
- 15:00 (UTC): O tufão 23W (Mirinae) enfraquece-se para uma tempestade tropical e o JTWC emite seu aviso final sobre o sistema.[188]
- 18:00 (UTC): A tempestade tropical Mirinae enfraquece-se para uma depressão tropical e a AMJ emite seu aviso final sobre o sistema.[189]
- 21:00 (UTC): O JTWC classifica uma área de perturbações meteorológicas a leste das Filipinas para a depressão tropical 24W.[190]

3 de novembro
- 00:00 (UTC): A AMJ emite seu aviso final sobre a depressão tropical (24W).[191]
- 03:00 (UTC): O JTWC emite seu aviso final sobre a depressão tropical 24W.[192]

7 de novembro
- 03:00 (UTC): O JTWC classifica uma área de perturbações meteorológicas a noroeste da Ilha Wake para a depressão tropical 25W.
- 21:00 (UTC): A depressão tropical 25W intensifica-se para a tempestade tropical 25W.[193]

8 de novembro
- 00:00 (UTC): A AMJ classifica uma área de perturbações meteorológicas a noroeste da Ilha Wake para uma depressão tropical plena (25W).[194]

9 de novembro
- 03:00 (UTC): A tempestade tropical 25W enfraquece-se para uma depressão tropical.[195]
- 09:00 (UTC): A depressão tropical 25W degenera-se para uma área de baixa pressão remanescente e o JTWC emite seu aviso final sobre o sistema.[196]
- 09:00 (UTC): A AMJ emite seu aviso final sobre a depressão tropical 25W.[197]

22 de novembro
- 00:00 (UTC): A AMJ classifica uma área de perturbações meteorológicas a sul-sudeste de Guam para uma depressão tropical plena (Nida).[198]
- 03:00 (UTC): O JTWC classifica uma área de perturbações meteorológicas a sul-sudeste de Guam para a depressão tropical "26W" (Nida).[199]
- 09:00 (UTC): A depressão tropical 26W (Nida) intensifica-se para uma tempestade tropical.[200]
- 12:00 (UTC): A depressão tropical intensifica-se para a tempestade tropical "Nida".[201]

23 de novembro
- 09:00 (UTC): A PAGASA classifica uma área de perturbações meteorológicas ao largo da costa de Mindanao, Filipinas, para a depressão tropical "Urduja".[202]
- 15:00 (UTC): O JTWC classifica uma área de perturbações meteorológicas ao largo da costa de Mindanao, Filipinas, para a depressão tropical 27W.[203]

24 de novembro
- 09:00 (UTC): A tempestade tropical 26W (Nida) intensifica-se para um tufão.[204]
- 12:00 (UTC): A tempestade tropical Nida intensifica-se para uma tempestade tropical severa.[205]
- 15:00 (UTC): O JTWC emite seu aviso final sobre a depressão tropical 27W assim que o sistema se degenera para uma área de baixa pressão remanescente sobre as Filipinas.[206]

25 de novembro
- 00:00 (UTC): A tempestade tropical Nida intensifica-se para um tufão.[207]
- 15:00 (UTC): O tufão 26W (Nida) intensifica-se para um super tufão.[208]

29 de novembro
- 03:00 (UTC): O JTWC desclassifica o super tufão 26W (Nida) para um tufão.[209]

## Dezembro
1 de dezembro
- 18:00 (UTC): A AMJ desclassifica o tufão Nida para uma tempestade tropical severa.[210]

2 de dezembro
- 09:00 (UTC): O JTWC desclassifica o tufão 26W (Nida) para uma tempestade tropical.[211]
- 12:00 (UTC): A AMJ desclassifica a tempestade tropical severa Nida para uma tempestade tropical.[212]
- 21:00 (UTC): A Administração de Serviços Atmosféricos, Geofísicos e Astronômicos das Filipinas (PAGASA) atribuiu o nome filipino "Vinta" à tempestade tropical Nida, que entra na sua área de responsabilidade.[213]

3 de dezembro
- 00:00 (UTC): A AMJ desclassifica a tempestade tropical Nida para uma depressão tropical e emite seu aviso final sobre o sistema.[214]
- 03:00 (UTC): O JTWC desclassifica a tempestade tropical 26W (Nida) para uma depressão tropical e emite seu aviso final sobre o sistema.[215]

5 de dezembro
- 03:00 (UTC): O JTWC classifica uma área de perturbações meteorológicas a sudeste do Japão para a tempestade tropical 28W. No entanto, o primeiro aviso é também o último, pois 28W estava em processo de se transicionar para um ciclone extratropical.[216]